# Пестово (Ярославский район)
Пестово — деревня Ивняковского сельского поселения Ярославского района Ярославской области.

## География
Деревня расположена на правом берегу реки Колба в 600 метрах место впадения в реку Шепелюха. С одной стороны окружена рекой, с других сторон лесом.

## История
Известно, что в XVIII веке в селе Пестово была построена церковь.    
Имеется запись, что построена она в 1765 г. усердием Поручика Николая Федоровича Бабарыкина, и заключает в себе один престол — Святителя и Чудотворца Николая. (документ: Историко-статистический обзор Ростовско-Ярославской епархии, 1861 г., составил секретарь Ярославской духовной консистории Крылов Аполлинарий Платонович. С. 139 -141.)     
Также имеется запись в книге "Описание документов и дел, хранящихся в архиве Святейшего правительствующего синода." Том третий, написанный в 1723 г. и изданный в 1878 г.  Во второй части книги имеется ведомость о церковных приходах, их состоянии, содержании, служителях. Ведомость представлена в Святейший Синод Георгием, епископом Ростовским 13 марта 1723 г. 
Данные из ведомости, страница CDXIV (414): 
— В селе Пестове церковь во имя Николая Чудотворца, деревянная. 
— Построена после кончины Патриарха Адриана (т.е. позже 1700 года). 
— Число и состав причта (церковнослужителей): поп и дьячек, а в 1715 г. епископом Досифеем, по прошению того села помещиков, посвящен вновь диакон.
— Содержание причта: весь причт на руге помещиков.
Из этих данных можно сделать вывод, что церковь могла быть построена раньше 1765 года.  
Список Высочайше утвержденных приходов по Ярославскому уезду от 15 декабря 1878 г. гласит, что в Пажевский приход входили следующие церкви: Богородице-Рождественская на Паже, Никольская в Пестово (ружная церковь), Спасская в Ярыжницах (ныне Спасское).
В книге А.А. Титова "Ярославский уезд" (историко-археологическое, этнографическое и статистическое описание с картой ярославского уезда, издательство Москва, 1883-1884) на странице 137 сказано, что на момент сбора данных в деревне Пестово при реке Колба находилось 5 дворов. Душ мужского пола — 15, женского — 20.
В 1894 году Димитрий Александрович Смирнов принял священный сан и получил место священника села Пестово Ярославского уезда. Наряду со своими прямыми пастырскими обязанностями, отец Димитрий отдал много сил устроению Пестовской школы, состоя в ней заведующим, законоучителем и учителем. При нём эта школа стала одной из образцовых в Ярославской епархии. Благодаря школьным кузнечно-слесарным мастерским она выпускала «учёных мастеров», как говорили в селе. За «безвозмездные труды по устройству здания для Пестовской второклассной школы» в 1898 году отцу Димитрию Смирнову было преподано Архипастырское благословение.
Село Пестово в 1901 г. вошло в список населенных мест как деревня, относящаяся к приходу Богородскому на Паже.
В 2006 году деревня вошла в состав Ивняковского сельского поселения образованного в результате слияния Ивняковского и Бекреневского сельсоветов.

## Население
| 1859 | 1914 | 2007 | 2010 |
| ---- | ---- | ---- | ---- |
| 24   | ↗26  | ↘4   | ↘3   |

### Историческая численность населения
По состоянию на 1859 год в деревне было 3 дома и проживало 24 человека.
По состоянию на 1883 год находилось 5 дворов. Душ мужского пола — 15, женского — 20. (Данные из книги А.А. Титова "Ярославский уезд" историко-археологическое, этнографическое и статистическое описание с картой ярославского уезда, издательство Москва, 1883-1884, на странице 137 )
По состоянию на 1989 год в деревне проживало 4 человека.

### Национальный и гендерный состав
Согласно результатам переписи 2002 года, в национальной структуре населения русские составляли 100 % из 2 чел., из них 2 женщины.
Согласно результатам переписи 2010 года население составляют 2 мужчины и 1 женщина.

## Инфраструктура
Основа экономики — личное подсобное хозяйство. По состоянию на 2021 год большинство домов используется жителями для постоянного проживания и проживания в летний период. Вода добывается жителями из личных колодцев. Имеется таксофон (около дома №2).
Почтовое отделение №150509, расположенное в деревне Дорожаево, на март 2022 года обслуживает в деревне 7 домов.

## Транспорт
Поворот на деревню с дороги «Ярославль-Углич» в районе деревни Дорожаево на дорогу «Ярославль-Углич — д. Михальцево», на пути встретится деревня Большая Поповка, после Михальцево дорога по лесу. Так же есть дорога по полю поворот перед деревней Большая Поповка.

## Известные уроженцы и жители
- Шумилов, Анатолий Иванович (1915—2002) — Герой Советского Союза[14].
- Смирнов, Димитрий Александрович (1870—1940) — священник Русской церкви. Причислен к лику святых Русской православной Церкви 17 июля 2001 года.